# Асікаґа Йосімаса
Асікаґа Йосімаса (яп. 足利 義政, 20 січня 1435 — 27 січня 1490) — 8-й сьоґун сьоґунату Муроматі. Правив з 1449 по 1473 рік.

## Життєпис

### Молоді роки
Другий син Асікаґи Йосінорі, 6-го сьоґуна сьоґунату Муроматі. Молодший брат Асікаґи Йосікацу, 7-го сьоґуна сьоґунату Муроматі. Народився 1435 року, отримавши ім'я Міхару, після церемонії повноліття (гемпуку) змінив на — Йосінарі.
У липні 1441 року його батько загинув у Кіото в результаті змови, організованої Акамацу Міцусуке і його сином Норіясу. У 1442 році новим сьогуном став старший брат Йосінарі — Асікаґа Йосікацу. Але вже в серпні 1443 року той загинув внаслідок нещасного випадку. Через малолітство Йосінарі обійняв посаду сьогуна через 6 років. У 1443—1449 роках правили старійшини з роду Асікаґа. В цей період залишки спротиву Південної династії у 1445 і 1448 роках було остаточно придушено. У 1449 році оголошено новим сьогуном. При цьому змінив ім'я на Йосімаса.

### Сьоґун
На час приходу до влади Йосімаси значний вплив мав канрей Хосокава Кацумото. Для встановлення врівноваги було призначено намісником сьогуна в регіоні Канто (Канто-кубо) його родича Асікаґа Сіґеудзі. Разом з тим сьогун також не довіряв Сігеудзі, тому призначив його канрей Уесуґі Норітада (представника впливово кантоського роду). Восени 1454 року Сігеудзі підступно вбив Норітаду. У відповідь на це васали роду Уесуґі підняли повстання проти Канто-кубо. Імаґава Норітада розбив Сігеудзі, який в 1455 році втік до міста Кога в провінції Сімоса, де згодом став відомий як Кога-кубо. Сьоґун Асікаґа Йосімаса призначив свого старшого брата Масатомо на посаду Канто-кубо, але багато самурайських родів зберегли вірність Асікаґа Сігеудзі. Тому Масамото не зміг вступити в Камакура і зупинився в Норіґое в провінції Ідзу. В результаті в регіоні Канто з'явилося два правителі. Все це завдало значного удару авторитету сьогуна та бакуфу загалом.
Згодом місцеві могутні роди відчували себе все більш самостійними. У 1460 році рід Хатакеяма підняв повстання проти влади сьогуна Асікаґа Йосімаса.
У 1464 році Асикага Йосімаса, що не мав спадкоємця, оголосив своїм наступником молодшого брата Асікаґа Йосімі. Проте дружина Йосімаси — Хіно Томіко — народила сина Йосіхіса. Народження сина спричинило конфлікт між сьогуном і його братом, який вважав себе спадкоємцем брата в званні сьогуна. Надалі ця суперечка посилилася і призвела до нового розколу панівного клану, яким скористалися впливові феодали.
У 1465 році даймьо Ямана Мотітойо оголосив про свою підтримку кандидатури малолітнього Асікаґа Йосіхіси, а Хосокава Кацумото — Асикага Йосімі. В 1466 Хосокава і Ямана на чолі східної та західної коаліцій самурайських родів рушили до столиці — Кіото. 1467 року почалися бойові дні, що стали початком так званої Смути Онін. Сам сьогун перейшов на бік роду Ямани. 1469 року Йосіхісу оголошено новим спадкоємцем влади. Бої за Кіото йшли з перемінним успіхом, столиця перетворилася на руїни. Військові дії зі столиці перенесли в інші провінції Японії. У провінціях почалися збройні сутички між прихильниками обох претендентів. Лише після смерті очільників коаліцій, що сталося 1473 року, запеклий характер битв зменшився. Того ж року Йосімаса зрікся влади на користь сина, але продовжував фактичне керування. Зрештою лише у 1477 році було завершено бої й Йосімаса домігся визнання сьогуном свого сина Йосіхіси. Ця війна призвела до фактичної втрати керування над більшістю провінцій держави, де кермо перебрали місцеві даймьо. Сам сьогун переважно контролював центральний регіон навколо Кіото.
У 1483 році за наказом Асікаґа Йосімаси в місті Кіото на основі його резиденції було зведено головний палац Ґінкаку (Срібний павільйон), що надалі став буддистським монастирем. 
У 1489 році сьогун Асікаґа Йосіхіса помирає внаслідок хвороби. Тому Асікаґа Йосімаса знову стає сьогуном. Спочатку він усиновив Йосітане, сина молодшого брата Йосімі, потім Йосідзумі, сина старшого брата Масатомо. Вже на початку 1490 року Йосімаса помирає, його спадкував Асікаґа Йосітане.